# Islamska zajednica u Republici Sloveniji
Islamska zajednica u Republici Sloveniji (Slovenski: Islamska skupnost v Republiki Sloveniji)  je vjerska organizacija muslimana u Sloveniji. 
Duhovno vodstvo muslimana u Sloveniji zove se Mešihat a najviši predstavnik Islamske zajednice u Republici Sloveniji je muftija. Trenutni ljubljanski muftija i predsjednik Mešihata Islamske zajednice u Republici Sloveniji je Nevzet ef. Porić koji je na ovoj dužnosti od 2021. godine. Islamska zajednica u Republici Sloveniji je Mešihat Islamske zajednice u Bosni i Hercegovini, zbog čega je reis-ul-ulema vrhovni poglavar muslimana i u Sloveniji.
Sjedište Islamske zajednice u Republici Sloveniji nalazi se u Ljubljani.

## Povijest
Kada se 1915. godine otvorio Soški front između Austrougarske i Italije na području današnje zapadne Slovenije, na ove su prostore došle brojne bosanskohercegovačke jedinice u sastavu austrougarske vojske. Tako je u alpsko selo Log pod Mangartom 1916. godine došao Četvrti bošnjački regiment, koji je u jesen iste godine sagradio džamiju. U novinama Slovenec, tadašnjem političkom listu iz 1917. godine, objavljeno je da će na otvorenju te džamije u Logu pod Mangartom biti najviši predstavnik muslimana iz Bosne i Hercegovine, reis-ul-ulema Mehmed Džemaluddin ef. Čaušević i vojni muftija. Bošnjaci su bili poznati kao neustrašivi i hrabri branitelji, te u toku rata Talijani nikada nisu uspjeli probiti položaje Bošnjaka. Nakon završetka rata, Bošnjaci su se preko Vršiča povukli do Ljubljane. Interesantno je da su mještani Kranjske Gore poslije odlaska Bošnjaka proširili priče, da Talijane na Vršiču čekaju Bošnjaci, što neki uzimaju kao dokaz, zašto Talijani nikada nisu prešli Vršič i spustili se do Ljubljane. Džamija je nakon rata srušena. Pretpostavlja se da su je srušili Talijani, kako bi se time Bošnjacima osvetili za brojne poraze na tom ratištu. Danas postoji samo šest fotografija ove džamije.
U blizini džamije i danas se nalazi mezarje gdje su ukopana 102 Bošnjaka. Prvobitno na mezarovima su se nalazili nišani, da bi ih netko nakon rata zamijenio križevima. Međutim 18. kolovoza 2007. godine, na inicijativu Islamske zajednice u Republici Sloveniji, križevi su ponovo zamijenjeni nišanima. Isto tako je i u naselju Most na Soči postojao mesdžid kojeg su sagradili Bošnjaci iz 6. bosanskohercegovačkog streljačkog bataljona.
Kako je prva džamija porušena, do 1991. godine na području Slovenije jedino je bio organizovani Ljubljanski džemat Islamske zajednice. Nakon što je Slovenija proglasila neovisnost od SFR Jugoslavije, muslimani su počeli organizaciju Islamske zajednice. Mešihat Islamske zajednice u Republici Sloveniji je osnovan 1994. godine, u Ljubljani. Prva džamija u Ljubljani je otvorena 2020. godine, a prvu molitvu je predvodio reis-ul-ulema Husein ef. Kavazović.

## Muftije
| Predsjednici Mešihata Islamske zajednice u Republici Sloveniji i muftije ljubljanske |                       |                |                |          |
| #                                                                                    | Ime i prezime         | Mandat započeo | Mandat završio | Napomena |
| 1.                                                                                   | Osman ef. Đogić       | 2001.          | 2005.          |          |
| -                                                                                    | Ibrahim ef. Malanović | 2005.          | 2006.          |          |
| 2.                                                                                   | Nedžad ef. Grabus     | 2006.          | 2021.          |          |
| 3.                                                                                   | Nevzet ef. Porić      | 2021.          | Trenutačno     |          |

## Organizacija
Islamska zajednica u Republici Sloveniji se sastoji od Sabora Islamske zajednice, muftije, i mešihata. Sabor Islamske zajednice u Republici Sloveniji je najviše predstavničko i zakonodavno tijelo Islamske zajednice koji u svom radu slijedi princip islamske šure. Mešihat Islamske zajednice u Republici Sloveniji je najviši vjerski i administrativni organ Islamske zajednice. Predsjednik Mešihata je ujedno i muftija Mešihata Islamske zajednice u Republici Sloveniji. Muftiju bira Sabor Islamske zajednice a potvrđuje reis-ul-ulema.
Islamska zajednica u Republici Sloveniji je podijeljena na džemate (odbore) (Ljubljana, Celje, Maribor, Jesenice, Kopar, Velenje, Kranj, Škofja Loka, Postojna, Kočevje, Trbovlje, Novo Mesto, Sežana, Tržić, Ajdovščina, Nova Gorica, Krško). Na području Slovenije djeluju mektebi na području džemata i jedna džamija, Ljubljanska džamija.

## Logoi
- IZ u Republici Sloveniji (1994.-2015.)
- IZ u Republici Sloveniji (2015.-)

## Vanjske poveznice
- Islamska zajednica u Republici Sloveniji